# Mineralna kostna gostota
Mineralna kostna gostota (MKG; tudi BMD, angl. bone mineral densitiy) je masa anorganskih sestavin na prostorninsko enoto kostnine, pri določanju v klinični praksi se pa običajno določa z metodami slikanja kot optična gostota na kvadratni centimeter kostne površine. V medicini se meritev kostne gostote uporablja kot neposredni pokazatelj osteoporoze in tveganja za kostne zlome. Meri se z metodo, imenovano rentgenska denzitometrija. Meritve običajno opravljajo v radioloških in nuklearnomedicinskih ambulantah oziroma oddelkih  in so neinvazivne in neboleče, bolnik pa je izpostavljen le nizkim odmerkom sevanja. Meritev se običajno opravi v ledvenem predelu hrbtenice in zgornjem delu kolka (v vratu stegnenice). Včasih se opravljajo meritve tudi na podlahti nedominantne roke, zlasti pri bolnikih, pri katerih meritev v predelu ledvene hrbtenice oziroma kolka ni možna.
Z merjenjem mineralne kostne gostote se ugotavlja morebitna prisotnost osteoporoze, služi pa tudi za spremljanje bolnikov z že znano osteoporozo ter ugotavljanje uspešnosti zdravljenja le-te.

## Merjenje MKG
Meritev ni potrebna pri ljudeh brez dejavnikov tveganja za zmanjšano kostno gostoto.
Naslednji dejavniki tveganja za zmanjšano kostno gostoto lahko pomenijo indikacijo za meritev:
- starost 65 let ali več  pri ženskah[6]
- starost 70 let ali več  pri moških[6]
- starost nad 50 let z dodatnim dejavnikom tveganja:
  - kostni zlom ob manj hudi poškodbi[6]
  - revmatoidni artritis[6]
  - nizka telesna teža[6]
  - zlom kolka pri starših[6]
- prisotnost nepravilnosti hrbtenice[7]
- obstoječe ali načrtovano dolgotrajno zdravljenje z glukokortikoidi[7]
- primarni hiperparatiroidizem[7]
- obstoječa osteoporoza (za spremljanje učinkovitosti zdravljenja)[7]
- motnje prehranjevanja v anamnezi[7]

Drugi dejavniki, ki lahko vplivajo na povečano tveganje za zmanjšano kostno gostoto, so kajenje, uživanje alkohola in pomanjkanje vitamina D.

## Rezultati meritev
Rezultati meritev mineralne kostne gostote se pogosto podajajo kot troje vrednosti:
- izmerjena gostota v g cm−2
- vrednost Z, ki predstavlja standardni odklon od povprečne vrednosti, prilagojene za bolnikov spol, starost in raso
- vrednost T, ki predstavlja standardni odklon od povprečne vrednosti za 30-letnega zdravega posameznika istega spola in rase , kot je pacient